# Smiljan Franjo Čekada
Smiljan Franjo Čekada (Donji Vakuf, 29. studenoga 1902. – Sarajevo, 18. siječnja 1976.) bio je hrvatski prelat Katoličke Crkve koji je služio kao biskup skopski od 1940. do 1967. te nadbiskup vrhbosanski od 1970. do 1976. godine.

## Životopis

### Školovanje i svećeništvo
Rođen je 29. studenog 1902. u Donjem Vakufu u obitelji s petero djece. Dvojica su mu braće, Čedomil i Milivoj, postali svećenici.
Gimnaziju je polazio u Travničkom sjemeništu (1912. – 1921.), a teologiju je studirao u Sarajevu (1921. – 1925.). Za svećenika je zaređen 5. travnja 1925. godine. Mladu misu je slavio u 26. travnja 1925. godine. Zatim je bio prefekt đačkoga konvikta „Kralj Tomislav” Hrvatskoga kulturnog društva Napredak u Sarajevu. Kao mlad svećenik bio je aktivan u Katoličkoj akciji, gdje je surađivao s bl. Ivanom Merzom.
Godine 1926. imenovan je upraviteljem župe Jelaške kod Olova. Postdiplomski studij s doktoratom iz teologije završio je Papinskom sveučilištu Gregoriana Rimu (1926.–1928). Od 1928. do 1933. bio je kateheta u Sarajevu. Župnikovao je u Bosanskom Brodu od 1933. do 1939. godine.

### Biskupstvo
Od 6. lipnja 1939. do 18. kolovoza 1940. bio je pomoćni vrhbosanski biskup i naslovni biskup farbetski. Za biskupa je zaređen 6. kolovoza 1939. godine. Glavni zareditelj bio je Ivan Evanđelist Šarić, a suzareditelji Alojzije Stepinac i Jozo Garić. Uređivao je „Katolički tjednik” (1928. – 1933.) i „Vrhbosnu” (1973. – 1976.).. Bio je član središnje uprave Hrvatskoga kulturnog društva „Napredak” (1937. – 1939).
Zatim je 18. kolovoza 1940. imenovan skopskim biskupom. Drugi svjetski rat zatekao ga je na dužnosti skopskog biskupa. Tamo je još od 1940. u javnim nastupima isticao jasne moralne stavove i potrebu pomaganja svim ugroženima. Zahtijevao je da mu se dopusti posjetiti logoraše te da se prema njima postupa čovječno. Na dan internacije uputio je pismo policijskome načelniku Bogdanovu u kojemu je zahtijevao da se odmah pusti na slobodu 31 Židov. Kada je uvidio da od prosvjeda i dopisa nema puno koristi, krenuo je u akciju spašavanja petero židovske djece čiji su roditelji bili uhićeni i odvedeni u logore izvan Makedonije. Djecu je smjestio kod časnih sestara i brinuo se o njihovom uzdržavanju. Na dužnosti skopskog biskupa ostaje do 12. lipnja 1967. godine. Nakon smrti biskupa Joze Garića, bio je apostolski upravitelj Banjalučke biskupije od 8. srpnja 1946. do 1951. godine. U biskupiju je dolazio dva puta godišnje i tu ostajao po dva mjeseca kako bi obavio najnužnije poslove. Zbog tih dolazaka komunističke vlasti su ga dva puta protjerali iz Banja Luke. U vrijeme forsiranja svećeničkih udruženja od komunističkih vlasti, Čekada je bio proganjan i zlostavljan, te mu je bio zabranjen dolazak u Bosnu i Hercegovinu.
Vrhbosanski nadbiskup koadjutor s pravom nasljedstva i naslovni biskup tibuzabetski bio je od 12. lipnja 1967. do 13. siječnja 1970. godine. Tada je imenovan vrhbosanskim nadbiskupom i metropolitom. Kao biskup, Čekada je bio glavni zareditelj na biskupskom posvećenju Joakima Herbuta, Nikë Prele i Tomislava Jablanovića. Kao suzareditelj bio je na biskupskom posvećenju Ivana Romanova, Alfreda Pichlera, Pavla Žanića i Ćirila Kosa. Posebno je zaslužan za ponovno otvaranje Vrhbosanskog bogoslovnog sjemeništa 1969. godine, a 1972. bio je primoran otkupiti od tadašnjih vlasti oduzeti dio zgrade Bogoslovije. Također, sagradio je Svećenički dom za starije svećenike. Bio je predsjednik vijeća za misije pri Biskupskoj konferenciji Jugoslavije. Ponovno je pokrenuo službeno glasilo „Vrhbosna”, otvorio Misijsku središnjicu te pokrenuo glasilo „Vrelo Života”.

### Smrt
Umro je 18. siječnja 1976., a pokopan tri dana kasnije. Bio je po vlastitoj želji sahranjen u obiteljskoj grobnici na sarajevskom groblju Bare. Nakon zadnje obnove sarajevske katedrale njegovi su posmrtni ostaci, 28. listopada 2011., preneseni u grobnicu sarajevskih nadbiskupa.

## Počasti
- Medalja države Izrael, Yad Vashem, Jeruzalem zbog toga što je za vrijeme službe kao skopski biskup pod cijenu vlastitog života spašavao Židove (8. veljače 2011.)[2]

### Članci
- Kovačić, Anto Slavko. 1993. Čekada, Smiljan Franjo. Hrvatski biografski leksikon. Zagreb.  journal zahtijeva |journal= (pomoć)
- Jurišić, Pavo. 2017. Sluga Božji Josip Stadler. Uzor za pastoral duhovnih zvanja. Vrhbosnensia. Univerzitet u Sarajevu - Katolički bogoslovni fakultet. Sarajevo. 21 (2): 383–407
- Smrtni ostaci nadbiskupa Čekade preneseni u sarajevsku katedralu (PDF). Službeno glasilo vrhbosanske nadbiskupije. Vrhbosanska nadbiskupija. Sarajevo.  (4): 403–404. 2011

### Mrežna sjedišta
- Archbishop Smiljan Franjo Čekada †. www.catholic-hierarchy.org (engleski). Pristupljeno 11. studenoga 2024.
- Vekić, Matija Maša. Obljetnica smrti vrhbosanskog nadbiskupa Smiljana Franje Čekada. Informativna katolička agencija. Pristupljeno 11. studenoga 2024.

## Vanjske poveznice
Ostali projekti
|  | Zajednički poslužitelj ima još gradiva o temi Smiljan Franjo Čekada |
|  | Wikicitati imaju zbirke citata o temi Smiljan Franjo Čekada         |

| Titule u Katoličkoj Crkvi             | Titule u Katoličkoj Crkvi                | Titule u Katoličkoj Crkvi               |
| ------------------------------------- | ---------------------------------------- | --------------------------------------- |
| prethodnik Giacinto Gaudenzio Stanchi | Naslovni biskup farbetski 1939.–1940.    | nasljednik Georges-Louis-Camille Debray |
| prethodnik Janez Frančišek Gnidovec   | Biskup skopski 1940.–1967.               | nasljednik Joakim Herbut                |
| prethodnik uspostavljeno              | Naslovni biskup tibuzabetski 1967.–1970. | nasljednik James Louis Connolly         |
| prethodnik Marko Alaupović            | Nadbiskup vrhbosanski 1970.–1976.        | nasljednik Marko Jozinović              |